# Ilija
Ilija é um município da Eslováquia, situado no distrito de Banská Štiavnica, na região de Banská Bystrica. Tem 10,63 km² de área e sua população em 2018 foi estimada em 364 habitantes.

## Demografia
| Ano:        | 1994 | 2004 | 2014   | 2024   |
| ----------- | ---- | ---- | ------ | ------ |
| Broj ljudi: | 360  | 324  | 342    | 350    |
| Razlika:    |      | -10% | +5,55% | +2,33% |

| Ano:               | 2023 | 2024   |
| ------------------ | ---- | ------ |
| Número de pessoas: | 358  | 350    |
| Diferença:         |      | -2,23% |